# Maxime Depuydt
Maxime Depuydt (30 december 1992) is een Belgisch basketballer die speelt als point guard.

## Carrière
Depuydt speelde in de jeugd bij Royal Castors Braine, Royal Nivelles en Spirou Charleroi. Zijn debuut op het hoogste niveau maakte hij bij Phoenix Brussels waar hij zeven seizoenen speelde. In 2018 stapte hij over naar Limburg United waar hij tot in 2021 speelde. Bij Brussels kon hij nooit echt zijn startersplaats afdwingen wat hij in zijn eerste seizoen in Limburg wel kon. Hij startte in 34 van de 36 wedstrijden ook de volgende seizoenen wist hij deze positie vast te houden ondanks de concurrentie van onder andere Ajay Mitchell. 
Voor het seizoen 2021/22 ging hij spelen bij Liège Basket. Na de Amerikaanse overname van de Luikse club was er voor Depuydt geen plaats meer, hij tekende in maart 2023 voor de rest van het seizoen bij Union Mons-Hainaut. In de zomer van 2024 maakte hij de overstap naar tweedeklasser BC Comblain.
Daarnaast is hij actief in het 3x3-basketbal waar hij speelde voor Team Antwerp en Team Merksem.